# Мельник Сергій Іванович (народний депутат II скликання)
Мельник Сергій Іванович — український політик, державний діяч.
Народився 5 червня 1958 р. у Алтайському краї (Російська Федерація).
Закінчив Житомирський сільськогосподарський інститут (1981 р.) за спеціальністю агрономія, вчений агроном.
Доктор економічних наук (2011), професор.
Трудову діяльність розпочав працюючи агрономом, а далі керуючим відділом колгоспу «Україна» с. Кодня, головним агрономом колгоспу ім. Куйбишева, с. Озерянка Житомирського району, Житомирської області.

## Професійний досвід
- 1984—1986 — головний агроном колгоспу «Комунар» Житомирського району.
- 1986—1994 — голова КСГП ім. Корольова Житомирського району.
- 1994—1997 — народний депутат України 2-го скликання, член Комітету з питань соціальної політики.
- 1997—2000 — заступник Міністра агропромислового комплексу України.
- 08.2001 — 05.2002 — заступник Державного секретаря Міністерства аграрної політики України.
- 05.2002 — 07.2003 — Державний секретар Міністерства аграрної політики України.
- 07.2003 — 04.2004 — перший заступник Міністра у зв'язках з Верховною Радою України Міністерства аграрної політики України.
- 12.2004 — 02.2005 — начальник Державної інспекції з контролю за охороною, захистом, використанням та відтворенням лісів Міністерства охорони навколишнього природного середовища України.
- 22.02.2005 — 26.04.2010 — заступник Міністра аграрної політики України.
- 26.04.2010 — 03.12.2010 — перший заступник Міністра аграрної політики України.
- 06.12.2010 — 16.05.2011 — голова Державної служби з охорони прав на сорти рослин.
- 11.05.2011 — 24.05.2012 — заступник Міністра аграрної політики та продовольства України — керівник апарату.

## Нагороди
- Заслужений працівник сільського господарства України (1997).
- Почесна грамота Кабінету Міністрів України (2000).
- Орден «За заслуги» ІІІ ступеня (2009).